# Mỹ Văn
Mỹ Văn là một huyện cũ thuộc tỉnh Hải Hưng, sau thuộc tỉnh Hưng Yên.

## Địa lý
Huyện Mỹ Văn nằm ở phía tây tỉnh Hải Hưng, có vị trí địa lý:
- Phía đông giáp huyện Cẩm Bình
- Phía tây giáp huyện Châu Giang và thành phố Hà Nội
- Phía nam giáp huyện Kim Thi
- Phía bắc giáp tỉnh Hà Bắc.

## Lịch sử
Huyện được thành lập vào ngày 24 tháng 2 năm 1979 trên cơ sở hợp nhất huyện Văn Mỹ và 14 xã thuộc huyện Văn Yên (gồm phần lớn huyện Yên Mỹ cũ). Trước đó, huyện Văn Mỹ được thành lập vào ngày 11 tháng 3 năm 1977 trên cơ sở hợp nhất thành thị xã Mỹ Hào và huyện Văn Lâm, gồm 24 xã: Bạch Sam, Chỉ Đạo, Cẩm Xá, Dương Quang, Dị Sử, Đại Đồng, Đình Dù, Hòa Phong, Hưng Long, Lạc Đạo, Lạc Hồng, Lương Tài, Minh Đức, Minh Hải, Ngọc Lâm, Nhân Hòa, Như Quỳnh, Phan Đình Phùng, Phùng Chí Kiên, Trưng Trắc, Tân Quang, Văn Phú, Việt Hưng, Xuân Dục.
Sau khi hợp nhất, đơn vị hành chính của huyện Mỹ Văn gồm 38 xã: Bạch Sam, Chỉ Đạo, Cẩm Xá, Dương Quang, Dị Sử, Đại Đồng, Đình Dù, Đồng Than, Giai Phạm, Hòa Phong, Hưng Long, Lạc Đạo, Lạc Hồng, Liêu Xá, Lương Tài, Lý Thường Kiệt, Minh Đức, Minh Hải, Nghĩa Hiệp, Nghĩa Trụ, Ngọc Lâm, Ngọc Long, Nhân Hòa, Như Quỳnh, Phan Đình Phùng, Phùng Chí Kiên, Thanh Long, Trai Trang, Trung Hòa, Trung Hưng, Trưng Trắc, Tân Lập, Tân Quang, Tân Việt, Văn Phú, Việt Hưng, Vĩnh Khúc, Xuân Dục.
Ngày 26 tháng 8 năm 1989, giải thể xã Văn Phú để thành lập thị trấn Bần Yên Nhân.
Ngày 28 tháng 6 năm 1994, giải thể xã Trai Trang để thành lập thị trấn Yên Mỹ.
Ngày 6 tháng 11 năm 1996, huyện Mỹ Văn thuộc tỉnh Hưng Yên vừa tái lập.
Ngày 24 tháng 2 năm 1997, chuyển xã Như Quỳnh thành thị trấn Như Quỳnh.
Từ đó đến đầu năm 1999, huyện Mỹ Văn có 38 đơn vị hành chính trực thuộc, gồm 3 thị trấn: Bần Yên Nhân, Như Quỳnh, Yên Mỹ và 35 xã: Bạch Sam, Chỉ Đạo, Cẩm Xá, Dương Quang, Dị Sử, Đại Đồng, Đình Dù, Đồng Than, Giai Phạm, Hòa Phong, Hưng Long, Liêu Xá, Lý Thường Kiệt, Lương Tài, Lạc Đạo, Lạc Hồng, Minh Đức, Minh Hải, Nghĩa Hiệp, Nghĩa Trụ, Ngọc Lâm, Ngọc Long, Nhân Hòa, Phan Đình Phùng, Phùng Chí Kiên, Thanh Long, Trung Hòa, Trung Hưng, Trưng Trắc, Tân Lập, Tân Quang, Tân Việt, Việt Hưng, Vĩnh Khúc, Xuân Dục.
Ngày 24 tháng 7 năm 1999, chuyển 2 xã Nghĩa Trụ và Vĩnh Khúc về huyện Văn Giang vừa tái lập. Đồng thời, chia lại huyện Mỹ Văn thành 2 huyện và 1 thị xã: Mỹ Hào, Văn Lâm và Yên Mỹ.
Trước khi hợp nhất:
Thị xã Mỹ Hào có 13 đơn vị hành chính trực thuộc, bao gồm 7 phường: Bạch Sam, Bần Yên Nhân, Dị Sử, Minh Đức, Nhân Hòa, Phan Đình Phùng, Phùng Chí Kiên và 6 xã: Cẩm Xá, Dương Quang, Hòa Phong, Hưng Long, Minh Đức, Ngọc Lâm, Xuân Dục.
Địa giới hành chính thị xã Mỹ Hào: Phía đông giáp huyện Cẩm Giàng và huyện Bình Giang thuộc tỉnh Hải Dương; Phía tây giáp huyện Yên Mỹ; Phía nam giáp huyện Ân Thi; Phía bắc giáp huyện Văn Lâm.
Huyện Văn Lâm có 11 đơn vị hành chính, bao gồm 1 thị trấn: Như Quỳnh và 10 xã: Chỉ Đạo, Đại Đồng, Đình Dù, Lạc Đạo, Lạc Hồng, Lương Tài, Minh Hải, Tân Quang, Trưng Trắc, Việt Hưng.
Địa giới hành chính huyện Văn Lâm: Phía đông giáp huyện Cẩm Giàng, tỉnh Hải Dương; Phía tây giáp huyện Văn Giang và huyện Gia Lâm, thành phố Hà Nội; Phía nam giáp thị xã Mỹ Hào và huyện Yên Mỹ; Phía bắc giáp huyện Thuận Thành, tỉnh Bắc Ninh.
Huyện Yên Mỹ có 17 đơn vị hành chính, bao gồm 1 thị trấn: Yên Mỹ (huyện lỵ) và 16 xã: Đồng Than, Giai Phạm, Hoàn Long, Liêu Xá, Lý Thường Kiệt, Minh Châu, Nghĩa Hiệp, Ngọc Long, Tân Lập, Tân Việt, Thanh Long, Trung Hòa, Trung Hưng, Việt Cường, Yên Hòa, Yên Phú.
Địa giới hành chính huyện Yên Mỹ: Phía đông giáp thị xã Mỹ Hào; Phía tây giáp huyện Văn Giang và huyện Khoái Châu; Phía nam giáp huyện Ân Thi; Phía bắc giáp huyện Văn Lâm.